# Ameiva chrysolaema
Ameiva chrysolaema är en ödleart som beskrevs av  Cope 1868. Ameiva chrysolaema ingår i släktet Ameiva och familjen tejuödlor. IUCN kategoriserar arten globalt som livskraftig.

## Underarter
Arten delas in i följande underarter:
- A. c. chrysolaema
- A. c. abbotti
- A. c. alacris
- A. c. boekeri
- A. c. defensor
- A. c. evulsa
- A. c. ficta
- A. c. jacta
- A. c. parvoris
- A. c. procax
- A. c. quadrijugis
- A. c. regularis
- A. c. richardthomasi
- A. c. secessa
- A. c. umbratilis
- A. c. woodi